# ISTIC
 (janvier 2024).
L'UFR Informatique-Électronique ou ISTIC est une composante de l'université de Rennes située sur le campus de Beaulieu à Rennes.
La recherche à l'ISTIC se fait principalement au sein de l'Institut d'Électronique et de Télécommunications de Rennes (IETR), l'Institut de recherche en informatique et systèmes aléatoires (IRISA) et le Laboratoire traitement du signal et de l'image (LTSI).

## Histoire
En 1968, l'Université de Rennes 1 et l'INSA de Rennes s'associent pour créer sur le campus de Beaulieu, dans leurs établissements respectifs, des filières d'enseignement supérieur en informatique. La filière Licence / Maîtrise / DEA en informatique est ainsi créée au sein de l'Université qui la met sous la responsabilité d'une unité d'enseignement et de recherche (UER) dite de mathématiques et d'informatique. En même temps, se met en place un laboratoire de recherche en systèmes et langages.
En 1975, le laboratoire est reconnu comme laboratoire associé au CNRS, LA 227, et prend le nom d'Institut de recherche en informatique et systèmes aléatoires (IRISA).
10 ans plus tard, en 1985, les enseignants d'informatique et les enseignants de mathématiques de l'Université de Rennes 1 se séparent. Deux composantes spécialisées voient le jour au sein de l'Université. Le regroupement des informaticiens se fait dans l'Institut de Formation Supérieure en Informatique et téléCommunications (IFSIC).
En septembre 2009, le diplôme d'ingénieur en informatique et communication quitte l'IFSIC pour se greffer à la nouvelle École supérieure d'ingénieurs de Rennes (ESIR).
En 2010, l'IFSIC est renommée en ISTIC et devient une unité de formation et de recherche (UFR)
En 2019, les membres du projet Université de Rennes répondent à l'appel à projets d'écoles universitaires de recherche (EUR) du programme d’investissements d’avenir (PIA 3). Il en résulte la création de trois écoles universitaires de recherche au sein du projet Université de Rennes, dont : « CyberSchool », école universitaire de recherche en cybersécurité de Rennes, porté par l'université de Rennes - 2 masters de l'ISTIC y sont rattachés